# Tritonia palmeri
Tritonia palmeri är en snäckart som först beskrevs av James Graham Cooper 1862.  Tritonia palmeri ingår i släktet Tritonia och familjen Tritoniidae. Inga underarter finns listade i Catalogue of Life.